# Mistrzostwa Europy w Wioślarstwie 1930
31. Mistrzostwa Europy w Wioślarstwie odbyły się w dniach 15-17 sierpnia 1930 r. w belgijskim Liège. Zawodnicy rywalizowali w 7 konkurencjach wioślarskich na przepływającej przez miasto rzece Mozie. 

## Medaliści
| Konkurencja                 | Złoto | Srebro | Brąz | Źródło |
| --------------------------- | --- | --- | --- | ------ |
| M1x (jedynka)               | Béla Szendey | Vincenzo Giacomini | Arnold Schwartz | [ 2 ]  |
| M2x (dwójka podwójna)       | Szwajcaria Helmut von Bidder · Hans Hottinger | Włochy Michelangelo Bernasconi · Alessandro de Col | Holandia Constant Pieterse · Han Cox | [ 3 ]  |
| M2- (dwójka bez sternika)   | Polska Henryk Budziński · Jan Krenz-Mikołajczak | Węgry Gusztav Götz · Tibor Machan | Francja Gaston Marchal · Fernand Vandernotte | [ 4 ]  |
| M2+ (dwójka ze sternikiem)  | Włochy Arturo Moroni · Guglielmo Carubbi · Angelo Polledri (sternik)                                                                                             | Francja Louis Draville · Jean Cottez · André Blondiaux (sternik) | Szwajcaria Erwin Allemann · Marcel Heitsch · Julien Cotts (sternik) | [ 5 ]  |
| M4- (czwórka bez sternika)  | Włochy Cesare Rossi · Pietro Freschi · Umberto Bonadè · Paolo Gennari                                                                                            | Szwajcaria Karl Schöchlin · Hans Schöchlin · Paul Käser · Hans Niklaus | Belgia León Vandooren · Gaston Feys · Jean Vain · Walter Vergin | [ 6 ]  |
| M4+ (czwórka ze sternikiem) | Dania Aage Hansen · Christian Olsen · Walther Christiansen · Richard Olsen · Poul Richardt (sternik)                                                             | Włochy Francesco Chicco · Renato Felluga · Nicolò Vittori · Valerio Perentin · Renato Petronio (sternik)                                                                     | Holandia P.S. Heerema · E.E.J. Weber · W.E.F. Winckel · G. Slotboom · N. Slotboom (sternik)                                                                                  | [ 7 ]  |
| M8+ (ósemka)                | Stany Zjednoczone Charles McIlvaine · John Bratten · John McNichol · Myrlin Janes · Joe Dougherty · Dan Barrow · George Chester · Surner · Thomas Mack (sternik) | Włochy Vittorio Cioni · Enrico Garzelli · Guglielmo del Bimbo · Roberto Vestrini · Dino Barsotti · Eugenio Nenci · Mario Balleri · Renato Barbieri · Cesare Milani (sternik) | Dania Willy Sørensen · Knud Olsen · Sören Neegaard · Ove Zøllner · Bernhardt Møller Sørensen · Willy Kruse · Ernst Friborg Jensen · Carl Schmidt · Harry Gregersen (sternik) | [ 8 ]  |

## Klasyfikacja medalowa
| Miejsce | Reprezentacja     | Złoto | Srebro | Brąz | Razem |
| ------- | ----------------- | ----- | ------ | ---- | ----- |
| 1.      | Włochy            | 2     | 4      | 0    | 6     |
| 2.      | Szwajcaria        | 1     | 1      | 1    | 3     |
| 3.      | Węgry             | 1     | 1      | 0    | 2     |
| 4.      | Dania             | 1     | 0      | 2    | 3     |
| 5.      | Polska            | 1     | 0      | 0    | 1     |
| 5.      | Stany Zjednoczone | 1     | 0      | 0    | 1     |
| 7.      | Francja           | 0     | 1      | 1    | 2     |
| 8.      | Holandia          | 0     | 0      | 2    | 2     |
| 9.      | Belgia            | 0     | 0      | 1    | 1     |
| Razem   | Razem             | 7     | 7      | 7    | 21    |